# Куликов, Михаил Иванович
Михаил Иванович Куликов (1865, станица Ново-Григорьевская — ?) — казачий урядник, депутат Государственной думы I созыва от области Войска Донского

## Биография

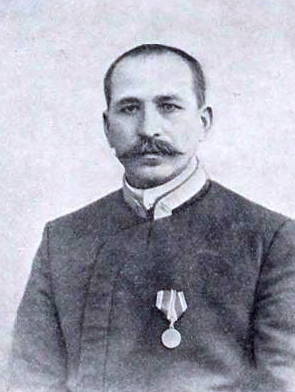
М. И. Куликов, 1906 год

Получил домашнее начальное образование. 10 лет служил станичным писарем. Казачий урядник. Станичный атаман Ново-Григорьевской станицы 2-го Донского округа области Войска Донского. Служил в станичном правлении. Занимался земледелием.
17 апреля 1906 избран в Государственную думу I созыва Областным войска Донского избирательным собранием от съезда городских избирателей. По данным на конец апреля 1906 года Куликов примыкал к Партии Народной свободы. Позднее причислял себя к партии 17 октября. По некоторым данным был беспартийным и в думских фракциях не состоял. Однако по данным трудовиков состоял в партии и фракции Мирного обновления. Подписал законопроект «О гражданском равенстве».
Есть данные, что Куликов подписал «Выборгское воззвание», однако они не подтверждены другими источниками.
Дальнейшая судьба неизвестна.